# Jean Cornu
Pour les articles homonymes, voir Cornu.
Jean Cornu, né à Paris en 1650 et mort le 21 août 1710 à Lisieux, est un sculpteur français dont l'essentiel de l'œuvre est rattachée à la décoration du domaine de Versailles.

## Biographie
Le père de Jean Cornu, originaire de Dieppe, envoya son fils dans cette ville étudier la sculpture sur ivoire. Ensuite, Jean Cornu travailla comme sculpteur « ordinaire » à la cour de Louis XIV. En 1673, il remporte le grand prix Colbert (qui deviendra par la suite le prix de Rome). Envoyé à Rome, il est pensionnaire à l’Académie de France de 1675 à 1679. Il y obtient le second prix de sculpture en 1678. Les artistes pensionnés par Colbert à Rome étaient chargé de parfaire leur art et de copier des œuvres antiques afin de décorer le château de Versailles.
Jean Cornu, devenu sculpteur officiel, participa activement, aux côtés d'autres sculpteurs, aux travaux de décoration du château, avec des sculptures décoratives ornant les façades dans un registre mythologique, et des statues pour le parc. Il est reçu membre de l'Académie royale de peinture et de sculpture le 5 juillet 1683 et devient professeur en 1706.

## Œuvres notables

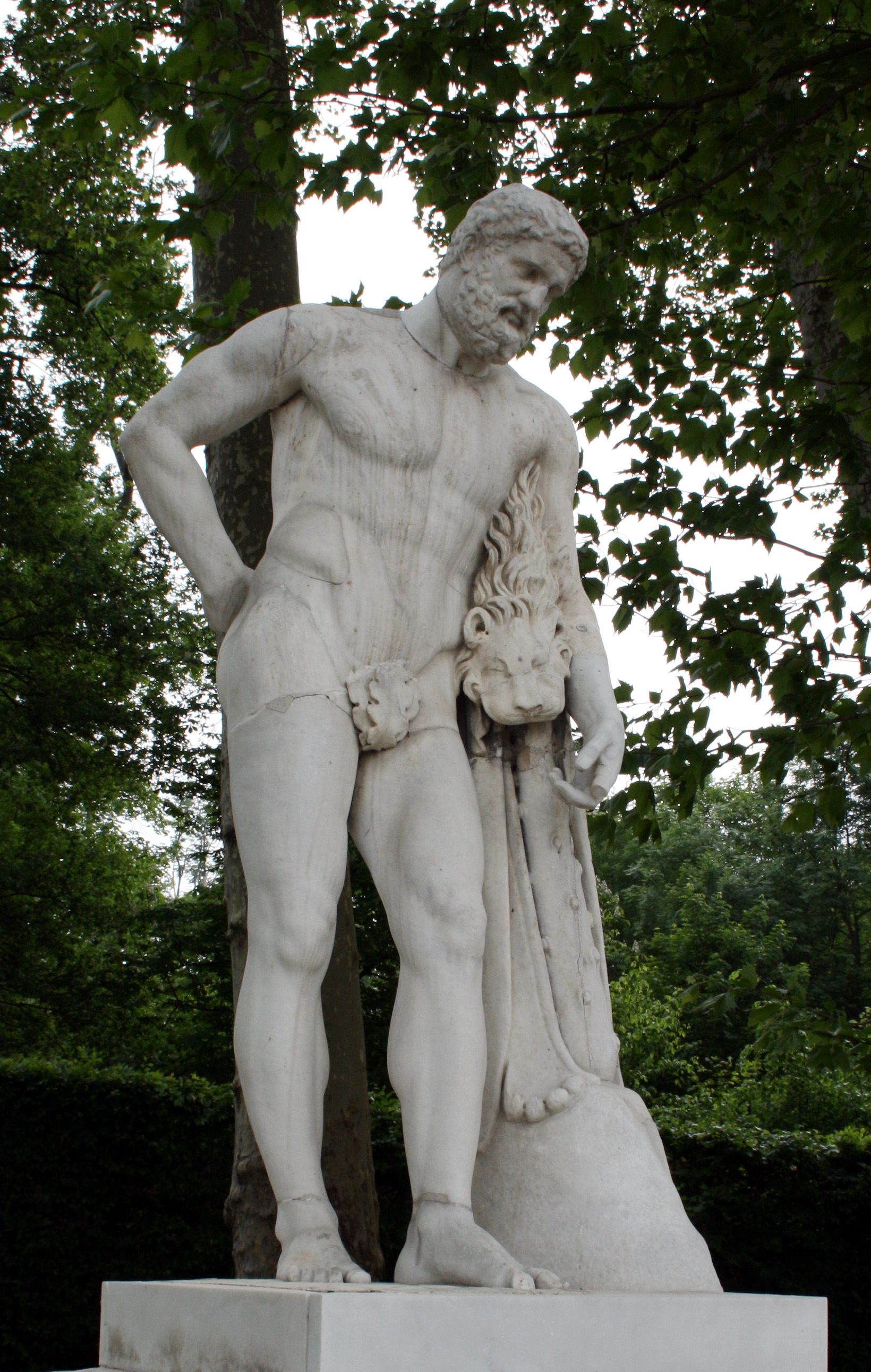
Copie de l’Hercule Farnèse, château de Versailles.

- Versailles, château de Versailles :
  - L'Afrique, statue en marbre, réalisée avec Georges Sibrayque, fait partie de la série Les Quatre parties du monde de la Grande Commande de Versailles. Restaurée, une copie remplace l'original conservée à l'orangerie du château[2] ;
  - Hercule Farnèse, copie en marbre de la célèbre statue antique, exécutée de 1684 à 1686 et érigée en 1688 dans le bosquet de l'île royale des jardins de Versailles ;
  - Vase forme Médicis au décor du sacrifice d'Iphigénie, 1683, d'après le Vase Médicis, marbre, parterre de Latone[3]. L'original antique est conservé à Florence au musée des Offices ;
  - Bacchus, d'après le Vase Borghèse, marbre, parterre de Latone. L'original antique est conservé à Paris au musée du Louvre ;
  - deux vases à l'antique en marbre de moindre importance, parterre de Latone ;
  - La Musique, La Poésie Lyrique, Zéphir, Thalie, 1687-1688, statues en pierre de Tonnerre, façade de l'aile nord du château[4].
- New York, Metropolitan Museum of Art : Vénus donnant des armes à Énée, 1704, groupe en terre cuite[5].